# Бервил на Мору
Бервил на Мору (фр. Berville-sur-Mer) насеље је и општина у северној Француској у региону Горња Нормандија, у департману Ер која припада префектури Берне.
По подацима из 2011. године у општини је живело 608 становника, а густина насељености је износила 119,69 становника/km². Општина се простире на површини од 5,08 km². Налази се на средњој надморској висини од 27 метара (максималној 97 m, а минималној 0 m).

## Демографија
| 1962. | 1968. | 1975. | 1982. | 1990. | 1999. | 2011. |
| ----- | ----- | ----- | ----- | ----- | ----- | ----- |
| 408   | 417   | 435   | 502   | 438   | 431   | 608   |

График промене броја становника у току последњих година